# Mariane (filha de Simon ben Boethus)

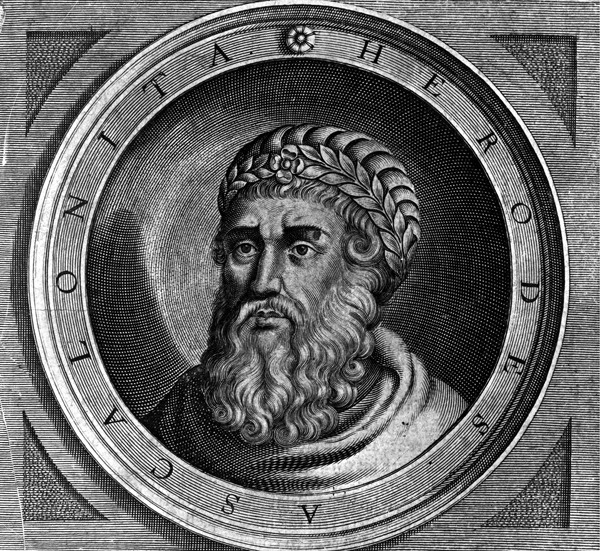
Herodes, o Grande

Mariane, filha de Simon ben Boethus, foi uma das várias esposas de Herodes, o Grande. Ela foi a mãe de Herodes Filipe, pai da famosa Salomé, que dançou para seu tio-padrasto e recebeu, como prêmio, a cabeça de João Batista.

## Família
Mariane era filha de Simon ben Boethus.
Ela se casou com Herodes, o Grande; Herodes teve dez esposas, e teve filhos com várias delas:
1. Dóris, uma idumeia, com quem ele havia se casado antes de entrar para a política; foi mãe de Antípatro, executado por Herodes cinco dias antes da própria morte.
2. Mariane, filha [Nota 1] de Hircano; foi a mãe de Alexandre e Aristóbulo. Os três foram executados por Herodes.
3. Mariane, filha de Simon ben Boethus; Herodes fez de Simon sumo sacerdote de Israel para se casar com ela. Mãe de Herodes Filipe e Salomé.
4. Malthake, uma samaritana, mãe de Arquelau e Filipe.
5. Cleópatra de Jerusalém, mãe de Herodes Antipas
6. Pallas, mãe de Fasael
7. Fedra, mãe de Roxana
8. Elpida, mãe de Salomé
9. e
10. duas outras de nome desconhecido.

## Descendentes
Mariane e Herodes tiveram um filho, Herodes (também chamado de Filipe), que se casou com Herodias, e foram os pais de Salomé.
Salomé, neta de Mariane, foi quem dançou para Herodes Antipas e, como prêmio, pediu a cabeça de João Batista.
Segundo Adam Clarke, Salomé se casou com seu tio Filipe, mas não teve filhos, e, após a morte deste, com seu primo em segundo grau Aristóbulo; este Aristóbulo recebeu, de Nero, a Armênia Menor, e era filho de Herodes de Cálcis, filho de Aristóbulo, filho de Herodes.